# Носим (село)
 Носим  — село в Усть-Куломском районе Республики Коми Российской Федерации. Входит в состав сельского поселения Усть-Кулом.

## География
Расположено на левобережье реки Вычегда, при впадении её притока реки Носим, на расстоянии примерно 1 км по прямой от районного центра села Усть-Кулом на северо-запад.

## История
Известно с 1646 года. 
До 2017 года являлось административным центром сельского поселения Носим до его упразднения.

## Население
| 2010 |
| ---- |
| 262  |

Постоянное население составляло 302 человека (коми 92 %) в 2002 году, 262 в 2010.

## Инфраструктура
Личное подсобное хозяйство с зоной сельскохозяйственного использования, индивидуальная застройка усадебного типа.
Носимский Дом культуры. ФАП.

## Транспорт
Остановка общественного транспорта «Носим».
Просёлочные дороги.